# Kim (livro)
Kim é um livro de Rudyard Kipling lançado em 1901.
O título foi publicado em fascículos na revista McClure's, entre dezembro de 1900 e outubro de 1901, assim como na revista Cassell's Magazine, entre janeiro e novembro do ano anteriormente mencionado. Em outubro de 1901, é finalmente editado em livro impresso pela editora MacMillan.
A história se desenrola tendo como plano de fundo o Grande Jogo, o conflito político entre a Rússia e a Grã-Bretanha na Ásia Central. Passa-se após a Segunda Guerra do Afeganistão que terminou em 1881, provavelmente no período de 1893 a 1898.
O romance é notável pela imagem pormenorizada do povo, da cultura e das várias religiões da Índia. "O livro apresenta um retrato vívido da Índia, da amplitude das suas populações, religiões e superstições, a vida dos bazares e dos caminhos."
Em 1998, a Modern Library colocou Kim na 78ª posição na sua "Lista dos 100 Melhores Romances do século XX". Em 2003, o livro foi listado na enquete "The Big Read" da BBC UK como "romance mais amado."

## Resumo do enredo
Kim (Kimball O'Hara) é o filho órfão de um soldado irlandês e de uma pobre mãe irlandesa os quais morreram na miséria. Vivendo uma existência vagabunda na Índia sob o domínio britânico no final do século XIX, Kim ganha a vida pela mendicância e execução de pequenos recados nas ruas de Lahore. Ocasionalmente trabalha para Mahbub Ali, um Pashtun comerciante de cavalos que é um dos agentes nativos do serviço secreto britânico. Kim está tão embebido na cultura local que poucos compreendem que ele é uma criança branca, embora ele seja portador de um pacote de documentos do seu pai que lhe foi entregue por uma mulher indiana que tomava conta dele.
Kim faz amizade com um idoso Lama tiibetano que tenta libertar-se da Roda de coisas necessitando encontrar o lendário Rio da Seta. Kim torna-se seu discípulo e acompanha-o na sua busca. No caminho, Kim aprende algo sobre o Grande Jogo e é recrutado por Mahbub Ali para levar uma mensagem ao chefe dos serviços secretos britânicos em Umballa. A viagem de Kim com o lama ao longo da Grand Trunk Road é a primeira grande aventura do romance.
Kim é enviado para estudar numa escola de nível elevado em Lucknow patrocinado pelo Lama. Ao longo do seu estudo, Kim permanece em contato com o homem santo a quem passou a amar. Kim também mantém o contato com o serviço secreto e é treinado em espionagem.
Mais tarde, Kim obtém mapas, documentos e outros dados importantes dos russos que estão em busca de minar o controle britânico na região.
O Lama encontra o rio e alcança a iluminação. Para o leitor, é deixada a decisão sobre se Kim seguirá a estrada do Grande Jogo, o caminho espiritual do budismo tibetano ou uma combinação dos dois. Kim conclui: "Eu não sou um Sahib. Eu sou o teu chela." (Ou seja, "Eu não sou um mestre. Eu sou o teu servo.")

## Personagens
- Kimball "Kim" O'Hara – é o protagonista, um filho órfão de um soldado irlandês; "Um branco pobre, o mais pobre dos pobres"
- Teshoo Lama – um Lama tibetano, o antigo abade do mosteiro zen-tal no Himalaia ocidental, vai numa jornada espiritual
- Mahbub Ali – um famoso comerciante de cavalos pashtun e espião para os britânicos.[7]
- Coronel Creighton – oficial do exercito britânico, etnologista e espião
- Lurgan Sahib – um negociante de pedras preciosas de Simla e chefe de espiões
- Hurree Chunder Mookherjee (Hurree Babu) – um agente de espionagem bengali a trabalhar para os britânicos; o chefe directo de Kim
- A mulher de Kulu (a Sahiba) – uma nobre idosa Rajput que vive perto de Saharanpur na planície.
- A mulher de Shamlegh (Lispeth) – que ajuda Kim e o Lama a fugir dos espiões russos
- o velho soldado – um Sikh (agente nativo) que foi leal para os britânicos durante a Rebelião Indiana de 1857.
- Reverendo Arthur Bennett – o capelão anglicano dos Mavericks, o regimento irlandês a que pertencia o pai de Kim
- Huneefa – uma feiticeira
- E.23 – um espião para os britânicos
- Os Mavericks – O Regimento de Musqueteiros é um regimento militar inventado do Exército Britânico também referido no romance "The Mutiny of the Mavericks". (Mavericks é gado teimoso e não marcado que é difícil de manter na manada, tal como as tropas com espírito irreverente do Regimento.)

## Fatos
- John Lockwood Kipling, pai de Kipling, foi o curador do velho (mas original) Museu de Lahore sendo descrito na cena em que Kim encontra o Lama. O atual edifício deste Museu foi completado mais tarde.
- O canhão em frente ao Museu de Lahore descrito no primeiro capítulo é uma arma que existe realmente chamada Zamzama, por vezes referido como o canhão de Kim.
- A Porta das Harpias, onde Mahbub Ali fica inconsciente e é procurado pela traiçoeira prostituta 'Flor do prazer', ainda existe na cidade velha de Lahore, Paquistão. É conhecida como a Heera Mandi e está situada na área da Porta Taxali. A prostituição é ainda uma atividade corrente ali.[8]
- Kim sonha com um "Touro vermelho num campo verde" que ele reconhece quando vê uma insígnia de uma formação militar. A insígnia ainda é usada por um regimento militar na Índia em Ambala. No livro a insígnia pertencia a um regimento em Ambala. Um touro amarelo num campo vermelho é o distintivo de manga da área de Nova Deli e de Rajasthan do exército indiano.[9]
- O Jang-i-Lat sahib (Comandante militar em Urdu) que vem jantar na casa do Coronel Creighton, é baseado no verdadeiro comandante do exército britânico na India, Marechal de Campo Frederick Roberts, que era conhecido de Rudyard Kipling e do seu pai.[10]
- A Escola de S. Xavier, em Lucknow, onde Kim vai estudar é de fato baseada no colégio La Martiniere de Lucknow.[11]
- A pequena loja do sahib Lurgan em Shimla com todas as suas antiguidades e curiosidades etc., baseou-se numa loja real, gerida em tempos no bazar de Shimla por Alexander Malcolm Jacob, uma pessoa que poderia ter sido o modelo para o próprio Lurgan.[11]

## Avaliação crítica
Considerada por muitos a obra-prima de Kipling, existem opiniões diversas sobre se deve ser tida como literatura infantil. Roger Sale, na sua história da literatura infantil, conclui que " Kim é a apoteose do culto vitoriano da infância, mas agora brilha tão resplandecente como nunca, muito depois do colapso do Império..."
Numa reedição do romance em 1959 pela Macmillan, o revisor opina "Kim é um livro elaborado em três níveis. É uma história de aventura...É o drama de um menino que pode contar apenas com os seus recursos como adolescente... e é a exegese mística deste padrão de comportamento..." Este crítico conclui que " Kim vai perdurar, porque é um começo como todos os finais magistrais..."

## Adaptações cinematográficas
- Em 1950 para a MGM produziu uma adaptação do romance, dirigido por Victor Saville e em que contracenavam Errol Flynn, Dean Stockwell, Paul Lukas, Robert Douglas, Thomas Gomez e Cecil Kellaway. A banda sonora foi de André Previn.
- Em 1960, uma adaptação a cores de uma hora de Kim para a serie da NBC The Shirley Temple Show. Contracenavam Tony Haig, Michael Rennie e Alan Napier. Do episódio foi produzido um DVD.
- Em 1984 foi produzida uma adaptação para televisão pela London Films. Foi dirigida por John Howard Davies e representada por Peter O'Toole, Bryan Brown, John Rhys-Davies, Julian Glover e Ravi Sheth no papel de Kim. Foi publicada em DVD.